# John Locke
John Locke (29. srpen 1632 Wrington, Somerset – 28. říjen 1704 Essex) byl anglický filosof a lékař. Proslul zejména svou empiristickou teorií poznání a svou politickou filosofií, v níž hájil přirozenou svobodu a rovnost lidí. Hluboce ovlivnil britské osvícenství a pozdější liberální myšlení.

## Život
John Locke se narodil ve Wringtonu poblíž Bristolu do puritánské rodiny. Jeho otec – také John Locke, původně právník – se účastnil občanské války jako důstojník vojsk parlamentu.
Roku 1647 byl mladý John poslán na prestižní Westminster School v Londýně. Poté byl přijat na Christ Church v Oxfordu. Byl pilným studentem, avšak kritizoval zkostnatělost tehdejších osnov. Jeho přítel z Westminster School Richard Lower jej seznámil s medicínou a experimentální filosofií. Díky němu se Locke také stal členem anglické Royal Society.
Roku 1656 získal bakalářský titul ve filosofii a v roce 1658 magisterský. Získal ještě bakalářský titul v medicíně (1674) a již tehdy spolupracoval s významnými mysliteli a vědci jako Robert Boyle, Thomas Willis a Robert Hook.
Roku 1667 se přestěhoval do domu lorda Coopera, hraběte ze Shaftesbury, v Londýně jako jeho osobní lékař – hrabě trpěl infekcí jater. Později, když infekce začala být životu nebezpečná, provedl Locke operační zákrok, a zachránil tak Shaftesburymu život.
Shaftesbury (který byl zakladatelem politické frakce Whigů) se v roce 1672 stal lordem kancléřem. Locke se tak dostal do vysokých politických kruhů a dokonce získal několik funkcí, což mu poskytlo zkušenosti k sepsání pozdějších politických a ekonomických spisů. V roce 1675 výrazně klesla Shaftesburyho popularita a Locke odjel na čtyři roky do Francie. Po návratu napsal (nejspíše na Shaftesburyho popud) svá „Dvě pojednání o vládě“.
Kvůli podezření z účasti na spiknutí proti králi musel Locke roku 1683 uprchnout do Nizozemí, kde se věnoval převážně psaní. Do Anglie se vrátil až po Slavné revoluci, jako doprovod manželky Williama Oranžského (1688). Krátce po návratu vydal svá stěžejní díla „Esej o lidském chápání“ a „Dopis o toleranci“, která se setkala s velkým úspěchem.
Stáří prožil Locke v domě své přítelkyně lady Masham v Essexu. Trpěl již v té době silným astmatem, to mu však nezabránilo v čilých vědeckých diskuzích s osobnostmi jako John Dryden nebo Isaac Newton.
Zemřel 28. října 1704, aniž se oženil nebo měl potomky.

## Myšlení
Locke se svým myšlením řadí do anglického empirismu 17. století. Ve své teorii poznání se staví proti karteziánskému racionalismu, neboť popírá, že by v mysli byly od narození nějaké ideje. Mysl pokládá za nepopsanou desku (tabula rasa), která je formována teprve empirickou zkušeností a poté také pořádající schopností rozumu – reflexí.
Do politické filosofie zasáhl teorií státu, který vzniká na základě společenské smlouvy, tedy na základě svobodné vůle jedince učinit se členem nějaké společnosti. Popisuje, co musí taková vláda činit a co nesmí nečinit, aby zůstala legitimní. Proti nelegitimní vládě mohou občané vyvolat revoluci. S jeho teorií se často spojuje demokratický způsob vlády, ač ji Locke nepovažuje za jedinou možnou a správnou formu vlády.

### Empirická teorie poznání v Eseji o lidském rozumu
Jak Locke píše v úvodu „Eseje o lidském rozumu“: „Protože právě rozum povyšuje člověka nad všechny ostatní vnímající bytosti a dává mu nad nimi úplnou převahu a nadvládu, je jistě námětem, který si právě pro svou vznešenost zasluhuje, abychom se jím usilovně zabývali.“ Jeho záměrem tedy je „zkoumat původ, jistotu a rozsah lidského vědění spolu s předpoklady a stupni víry.“ Jako název pro to, co se v mysli nachází, volí Locke slovo „idea“. Tvrdí, že v mysli není nic jiného než právě ideje, které získáváme v průběhu života, žádné ideje tedy nejsou vrozené. Rozum pak slouží jako princip, který pořádá ideje, vytváří složené ideje, a koriguje chyby smyslů na základě intuice.

#### Ideje
Jsou výchozím i konečným materiálem, takže vše, co máme v mysli, Locke nazývá idejemi; je pak jasné, že je několik typů idejí. S představou nějakých vrozených principů či idejí Locke polemizuje, ale nakonec dokazuje, že nic takového nemůže být: (1) první princip – první ideu bychom si museli uvědomovat, (2) obecný princip – je vyvozen teprve z pozorovaných jevů, (3) děti, slaboduší, divoši – nemají ideje jako ostatní, protože je nedostali ze vzdělání / ze zkušenosti. (4) rozmanitost – rozdílnost idejí u různých kultur, společenství, náboženství, apod.
Ideje získáváme z (a) vnějších smyslů, (b) z reflexe v průběhu života. To vyjadřuje Lockovo slavné „mysl je tabula rasa“, tedy že při narození je mysl dítěte jako nepopsaná tabule, do které se teprve skrze smysly otiskují jednoduché ideje. Pořádajícím rozumem (reflexí) pak vznikají ideje složitější. Vznik složitějších idejí se děje spojením jednodušších, kladením vedle sebe nebo abstrakcí.
Složené ideje tak mohou být mody, substancemi nebo vztahy. Mody jsou takové ideje, které své trvání nemají samy ze sebe, ale jsou závislé na substancích, jako je např. trojúhelník, vražda, počet, prostor. Substance jsou takové kombinace jednoduchých idejí, které reprezentují jednotlivé věci, udržují si samostatnou, nezávislou existenci. Substance Locke ještě dělí na jednotlivé, samotné, jako např. „člověk“, a na skupiny jednotlivých, jako např. „armáda lidí“. Vztahy spočívají „v uvažování o jedné ideji vzhledem ke druhé a srovnávání jedné ideje s druhou.“ 
Jak bylo řečeno, do mysli se dostávají základní, tedy jednoduché ideje jedině skrze smysly. Ideje však nejsou ve věcech, ale až v mysli. Ve věcech jsou kvality, které právě smysly převádějí na jednoduché ideje. Kvality dělí Locke ještě na primární, sekundární a dispozice k dynamické změně. Primární jsou ty, které mají všechny věci, tedy doslova i každá část nějaké věci, která je dostatečně veliká, aby byla vnímána. Jsou to kvality jako tuhost, rozlehlost, tvar, pohyblivost, atd. Sekundární (druhotné) kvality se pak ve věcech přímo nenacházejí, jsou ve věcech jako dispozice vyvolat v poznávajícím subjektu nějaký stav, jsou to doslova naše zážitky o věcech, tedy barva, chuť, zvuk apod. Poslední, třetí typ kvalit ve věcech je možnost změny, možnost působit na nás v dalším okamžiku jinak než v předchozím.

### Politická filosofie v díle Dvě pojednání o vládě
V prvním pojednání Locke polemicky rozebírá pojetí králů jakožto vládců nad jinými lidmi, jejichž autorita se odvozuje od Adama, tedy Bohem stvořeného prvního člověka. Vyvrací tuto domněnku, která byla zásadním argumentem pro legitimaci absolutní moci jako přirozeného zřízení lidské společnosti. V I. kapitole Druhého pojednání o vládě to shrnuje: 1) Adamovi nebyla od Boha dána autorita nad jeho dětmi ani panství nad světem, 2) i kdyby, jeho dědici by takové právo neměli, 3) neexistuje zákon (ani božský, ani přirozený), který by určil, kdo je pravým dědicem ve všech možných případech, 4) i kdyby, znalost nejstarší Adamovy linie byla ztracena. Locke tak ukazuje, že žádný vládce nemůže mít prospěch či autoritu z toho, že se odvolává na odkaz „Adamova osobního panství a otcovské autority“.
Ve druhém pojednání pak Locke podává pozitivní teorii vlády. Tato teorie je postavena na dvou základních premisách, o kterých se v jeho době diskutovalo: přirozený zákon a společenská smlouva. Locke tvrdí, že člověk se od přirozenosti nachází ve stavu dokonalé svobody a rovnosti. Specifika přirozeného stavu, přesněji jeho nevýhody, však lidi přiměly dobrovolně přestoupit ve stav jiný, kde společenskou smlouvou ustanovili pravidla, která ruší nevýhody přirozeného stavu.

#### Přirozený stav
Přirozený stav má přirozený zákon. V tomto stavu platí dokonalá svoboda činit cokoli se sebou či svým majetkem, co je v mezích přirozeného zákona. Platí také rovnost: lidé si jsou rovni, neboť všichni jsou tvorové téhož druhu. Pán všech lidí (Bůh) by musel pozitivním, jasným a zřejmým ustanovením přenést právo na panství a svrchovanost na někoho, což však neučinil. Protože jsou si všichni rovni, přirozený zákon zakazuje škodit druhému „v jeho životě, zdraví, svobodě nebo majetku.“ Pouze Bůh toto může a má vládu nad vším, právě z autority toho, že je stvořitelem všech lidí a světa. Přirozený zákon však opravňuje každého trestat přečiny proti němu, a to tak a v takovém rozsahu, aby pro příště zabránil jeho porušování, a učinil tak ze zločinu „nevýhodnou koupi“ pro toho, kdo porušil přirozený zákon. Tak má každý člověk právo být vykonavatelem přirozeného zákona. Dále má každý právo vymáhat náhradu škody, a to dle principu oko za oko, zub za zub. Protože však člověk má sklony ke zlomyslnosti, vášním a pomstě, je problematické, aby lidé byli soudci a vykonavatelé trestu ve své vlastní věci.
Majetkem někoho se věc stává ve chvíli, kdy člověk vynaloží nějakou práci, aby ji získal. Od tohoto okamžiku je tato věc vyňata ze světa, který patří všem rovným dílem, a dána do vlastnictví tomuto člověku. Nikdo však v přirozeném stavu nemá právo majetek střádat a spotřebovávat více, než kolik potřebuje pro svou obživu.

#### Teorie Společenské smlouvy
O společenské smlouvě se v 17. století diskutovalo a John Locke na ni postavil svou teorii vlády. Chtěl tak bojovat proti opačnému názoru např. Thomase Hobbese, podle něhož „všechna vláda na světě je toliko výtvorem síly a násilí.“ Locke totiž tvrdí, že člověk je v přirozeném stavu, ze kterého se vyvazuje jedině dobrovolnou domluvou o jakési „společné smlouvě“, která konec konců jen upravuje některé části přirozeného zákona. Zajímavá otázka však je, kdo je vládcem této společnosti? Lockovou odpovědí je, že moc zde má většina. Univerzální souhlas tak zakládá samu společnost, ale vládu nad ní dostatečně ustanovuje souhlas většiny. Jaký typ vlády to bude, není implicitně určeno, a tak se může jednat o vládu krále a jeho dědiců, skupiny oligarchů nebo demokratického shromáždění.
Společenská smlouva je zde, aby ochránila práva, majetek a svobodu lidí dané společnosti, protože ve stavu přirozeném je požívání práv nejisté. Jestliže mají všichni právo svobodně činit dle své vůle, stává se, že zasahují do práv druhých.
Oproti soudobým typům vlád Locke – podobně jako Aristotelés – rozlišuje moc otcovskou, politickou a despotickou. Odlišuje také vládu legitimní a nelegitimní. „Legitimní je taková, která, jak je jen možné, ochraňuje práva na život, svobodu, zdraví a vlastnictví všech občanů a která pronásleduje a trestá ty občany, kteří porušili práva ostatních, a hledí na veřejné dobro, i kdyby se činy směrem k tomuto cíli dostaly do střetu s právy jednotlivců. Takto činí něco, co nelze činit ve stavu přirozeném, tedy vytvoření nestranného soudu, který stanoví závažnost přečinu a vyhlásí trest poměrný přečinu.“
Důležité je, že legitimní vláda ochraňuje především před porušováním přirozeného zákona. Přirozená práva nelze nikomu odejmout – byť legitimní vláda má právo je porušovat v zájmu společného dobra. Protože je však tato vláda složena z jednotlivých lidí, může přestat plnit tento účel, pro který byla vytvořena, takže začne cíleně popírat přirozená práva občanů. Tím přestane být vláda legitimní a dostává se do stavu přirozeného, resp. do stavu válečného s těmi jednotlivci, kterým byla cíleně porušena práva. A ve stavu válečném máme právo přivodit zánik toho, kdo nás do stavu válečného uvedl. Locke zde, možná částečně i pod vlivem dobových okolností, zavádí opět do své teorie možnost revoluce proti nelegitimní vládě.

### Vzdělávání
Locke byl zastáncem individuální výchovy a výuky soukromým vychovatelem, jak to bylo běžné ve šlechtických rodinách. Zaměřuje se na výchovu mladíků z vyšší společenské vrstvy a vytváří systém tzv. výchovy gentlemana. Za základní složky výchovy považuje výchovu tělesnou, mravní a rozumovou.
- tělesná výchova – důraz klade na otužování, hygienu, správnou životosprávu, nosit by se mělo volné oblečení – odsuzuje šněrovačky, děti by měly mít dostatek pohybu na čerstvém vzduchu
- mravní výchova – důležitá je kázeň, disciplína a sebeovládání, důležitý je příklad dospělých, odsuzuje tělesné tresty – ty pouze v některých případech vzdorovitosti, na mravy špatně působí lenost
- rozumová výchova – vyšší vzdělání nepovažuje za důležité, člověk by se měl umět postarat hlavně o své záležitosti

Každý by se podle něj měl naučit nějakému řemeslu. Fyzickou práci bere Locke spíše jako doplněk k duševní činnosti. Chlapci z chudších rodin by měli navštěvovat školy pracovní, kde by se učili náboženství, mravům a manuální práci. Výchovou dívek se Locke nezabýval.

### Náboženská tolerance
Na základě své teorie o vládě se ptá, pokud jsou ve společnosti soupeřící církve, která z nich by měla vládnout? Odpověď jistě zní, že ta „pravá“. Jenže dle Locke taková odpověď nic neříká, protože každá církev přece věří, že ona má správnou nauku, a není nikdo než Bůh, kdo by mohl posoudit správnost nauky jednotlivých církví. Hlavní argument pro náboženskou toleranci tak tkví v Lockově relativismu ohledně náboženských pravd.

### Katolická církev a Locke
Locke byl průkopníkem empirismu, jenž se neslučoval s tehdy oficiální filozofií katolické církve, tomismem. Pro katolickou církev byl nepřijatelný též spis Rozumnost křesťanství; tímto spisem Locke způsobil velkou škodu nadpřirozenému (zjevenému) náboženství, „neboť v něm hlásal ... náboženství přirozené". Papež Klement XII. vydal dne 19. června 1734 breve, kterým zařadil na Index zakázaných knih Lockův spis Esej o lidském rozumu („An essay concerning humane understanding"), a dekretem Svatého oficia ze dne 25. září 1737 byl na Index zařazen i spis Rozumnost křesťanství („The reasonableness of christianity as delivered in the Scriptures").

## Dílo
- (1689) A Letter Concerning Toleration (Dopis o toleranci)
  - (1690) A Second Letter Concerning Toleration
  - (1692) A Third Letter for Toleration
- (1689) Two Treatises of Government (Dvě pojednání o vládě)
- (1690) An Essay Concerning Human Understanding (Esej o lidském rozumu, Esej o lidském chápání)
- (1693) Some Thoughts Concerning Education (Myšlenky o výchově)
- (1695) The Reasonableness of Christianity, as Delivered in the Scriptures (Rozumnost křesťanství, jak je podáno v Písmech)
  - (1695) A Vindication of the Reasonableness of Christianity (Obrana rozumnosti křesťanství)